# Dans les montagnes de Crimée
Dans les montagnes de Crimée (en russe : В Крымских горах) est un tableau du peintre russe Fiodor Vassiliev (1850-1873), réalisé en 1873. Il fait partie de la collection de la Galerie Tretiakov (sous le numéro d'inventaire no 908). Ses dimensions sont de 116 × 90 cm,.

## Description
Initialement, Vassiliev voulait réaliser une toile de format horizontal mais a finalement changé d'avis et l'a créée verticale. Ce choix soulignait l'aspiration vers les hauteurs et rendait mieux la taille élevée des montagnes cernées par les nuages. Le groupe de pins au-dessus de la route renforce cet effet, de même que la falaise que longe le chariot tatar tiré par les bœufs,.

## Histoire
Dans les montagnes de Crimée est l'un des derniers tableaux terminés par Fiodor Vassiliev, peu avant sa mort (de la tuberculose) à 23 ans, le 24 septembre 1873 (6 octobre dans le calendrier grégorien). Durant cette même année 1873, le tableau a participé à l'exposition et au concours organisés par la Société impériale d'encouragement des beaux-arts et a obtenu le premier prix parmi les paysages,.
Le tableau a été acheté par le mécène Sergueï Tretiakov (en), puis, après sa mort en 1892, est passé de la collection de tableaux de Sergueï Tretiakov (ru) à celle de son frère Pavel Tretiakov, puis finalement dans les collections de la Galerie Tretiakov.

## Appréciations
Le peintre russe Ivan Kramskoï décrit ainsi le tableau de Vassiliev Dans les montagnes de Crimée dans une lettre du 28 mars 1873 :

« Ce véritable tableau ne ressemble à aucun autre, n'imite aucun autre, n'a pas la moindre ressemblance, même lointaine, avec l'œuvre d'un autre artiste, d'une autre école. C'est quelque chose d'un tel degré d'originalité, tellement éloigné de toutes les influences, en dehors de tous les mouvements de l'art actuel que je ne peux dire qu'une chose : ce n'est pas bon, ce n'est pas mauvais par endroits, c'est simplement génial. »